# Bilbas
Bilbas és el nom d'una confederació tribal kurda.
La formen cinc tribus: els Mangur, els Mamish (o Mamash), els Piran, els Sinn i els Ramk. Els Mangur estan dividits en dos seccions: Mangur Zudi i Mangiur-a-Ruta; els membres de la tribú que viuen a la plana, a l'Iraq, reconeixen l'autoritat dels de muntanya. Tots els grups viuen principalment a l'Iran, i alguns grups també a l'Iraq. Els Udjak del Iraq són sovint considerats part dels Bilbas.